# Gladiolus caeruleus
Gladiolus caeruleus är en irisväxtart som beskrevs av Peter Goldblatt och John Charles Manning. Gladiolus caeruleus ingår i släktet sabelliljor, och familjen irisväxter. Inga underarter finns listade i Catalogue of Life.

## Bildgalleri

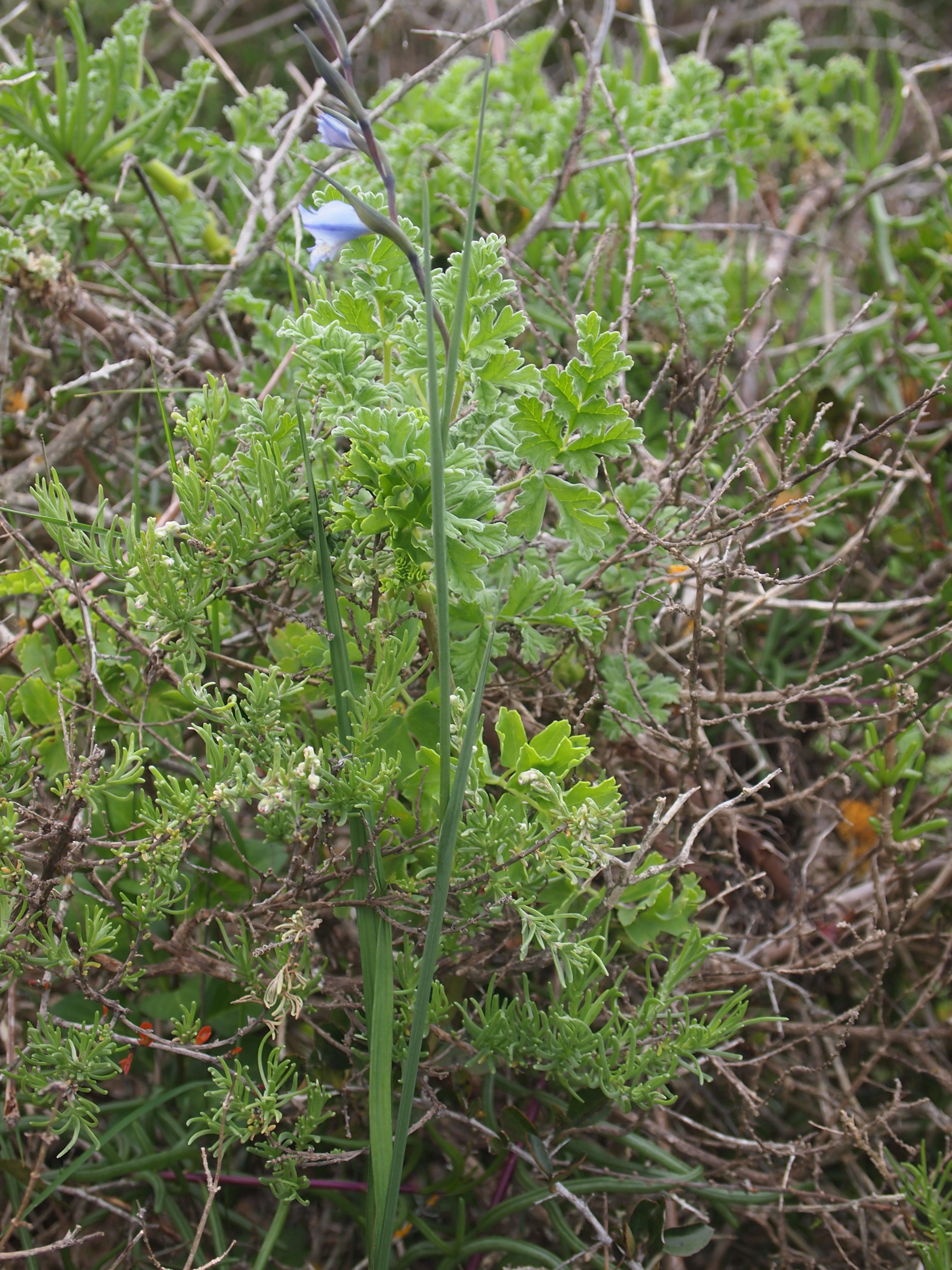
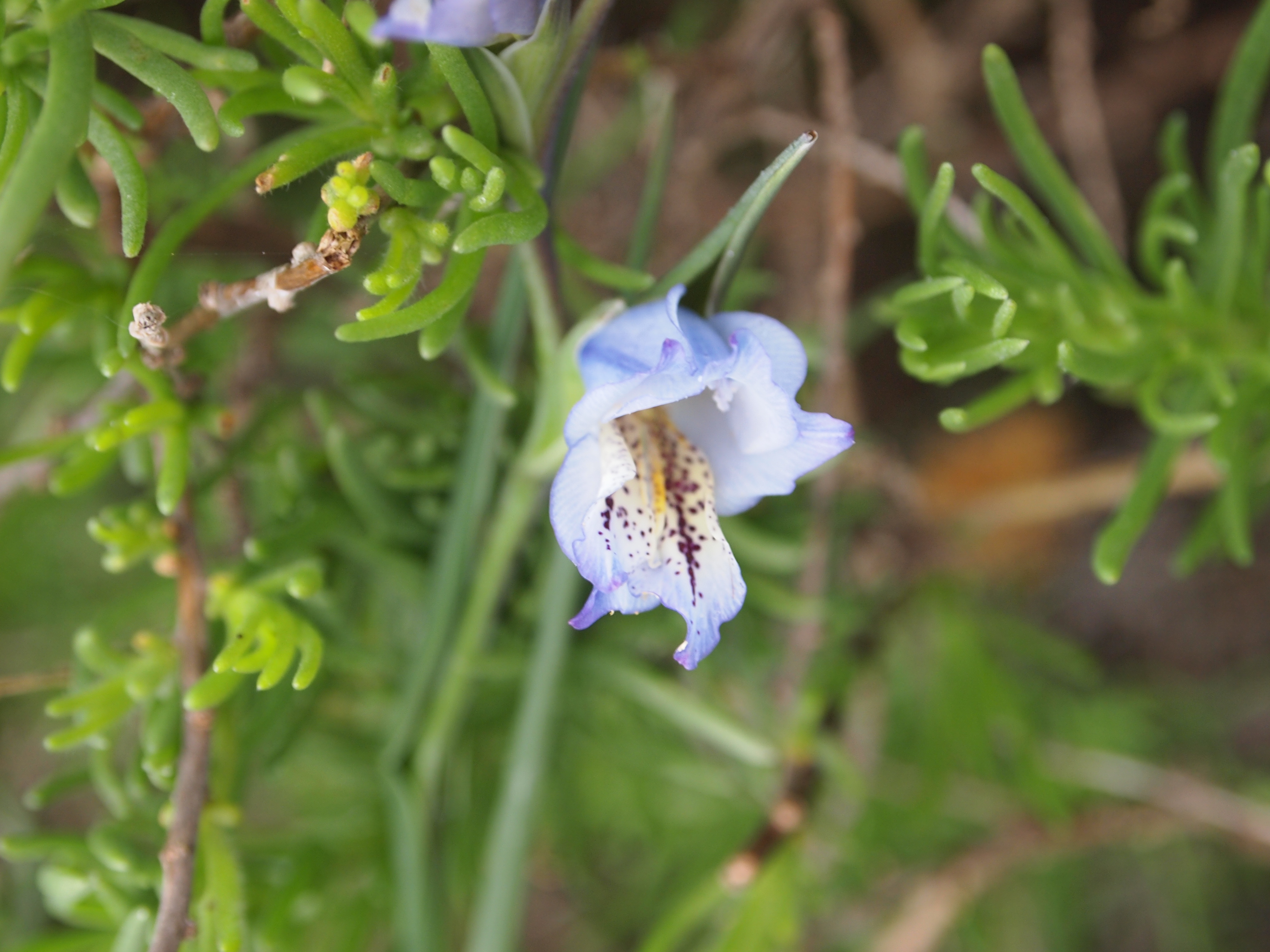